# 樹皮紙
樹皮紙（じゅひし）は、カジノキなどの木の生皮をビーター（石棒）で打って叩き延ばして作る紙である。

## 概要
「樹皮紙」とは、木の皮をたたきのばしたシートであり、繊維を水に分散させたものを漉きあげるという定義を墨守すれば「紙」でないともいいうる。樹皮紙は文字を記す書写材料、いわゆる紙としての用途だけでなく、衣服の素材として、神聖な儀式で用いるものとして、「布」のような用途も持っており、古代では、「紙」と「布」はとても近い存在であり、原料も、製作道具も同じであった。インドネシアでも、白い樹皮を敲打して作った「樹皮紙」と「樹皮布」に同じ語彙が混用されてきた。

## 特徴
樹皮紙は透かし模様に適しており、非常に薄く作ることができる。インドネシアのワヤンベベール（樹皮紙絵巻物劇）で用いられている樹皮紙はたいへん薄く、絵が透けて見えるのでダラン（語り手）は絵を裏側から見て語りを行うことができる一方、観客は表側から絵巻を見るので、ダランの顔は見えない。

## 歴史
世界最古とされる樹皮布/樹皮紙製作用の石器ビーターは、中国の深圳地域の遺跡から出土しており、7000年前頃のものと言われている。マカオに近い中国の宝鏡遺跡から出土した4000年前頃のものとされる透かし模様加工用と思われるユニークな形状のビーターが2012年に公開された。日本に伝わっている樹皮紙製本としては、唐初時代に書写された古文尚書巻第三夏書禹貢篇（首欠）（国宝）等がある。

## 関連文献
- 坂本勇「樹皮紙通信 (2) 透かし模様の石器ビーターをナプ渓谷に追って」『百万塔』紙の博物館、2010年10月、137号、87-91頁。NAID 40017371199。